# The Man Who Skied Down Everest
The Man Who Skied Down Everest è un documentario del 1975 diretto da Bruce Nyznik e Lawrence Schiller  vincitore del premio Oscar al miglior documentario.

## Riconoscimenti
- Premio Oscar
  - Miglior documentario